# Cadavre exquis (album de Therapie Taxi)
Pour les articles homonymes, voir Cadavre exquis (homonymie).
Albums de Therapie Taxi
Hit Sale
(2018) Rupture 2 Merde
(2021)
Singles
1. Egotrip
Sortie : 2 octobre 2019
2. Candide Crush
Sortie : 31 octobre 2019
3. Brutal summer
Sortie : 6 décembre 2019

Cadavre exquis est le second album studio du groupe Therapie Taxi sorti en décembre 2019.

## Pistes
Toutes les chansons sont écrites et composées par Raphaël Faget-Zaoui, Adélaide Chabannes de Balsac, Rono Bizarre, Ilan Rabate, et Vincent Duteil.
| 1.  | Egotrip               |  | 3:13 |
| 2.  | Naïve                 |  | 3:04 |
| 3.  | Candide Crush         |  | 3:53 |
| 4.  | Immaculée             |  | 3:44 |
| 5.  | Ombres chinoises      |  | 2:59 |
| 6.  | Disco Lady            |  | 3:24 |
| 7.  | Madame Klaude         |  | 3:45 |
| 8.  | Dominer le bruit      |  | 3:25 |
| 9.  | Vulgaire animal       |  | 3:36 |
| 10. | Tous les autres       |  | 3:18 |
| 11. | Brutal Summer         |  | 3:20 |
| 12. | L'Équilibre           |  | 3:46 |
| 13. | Noir (feat. Isha)     |  | 4:07 |
| 14. | YX                    |  | 2:57 |
| 15. | Voyage (feat. Phelto) |  | 3:36 |
| 16. | La Boucle             |  | 5:11 |

## Classements
| Classement (2019-20)         | Meilleure position |
| ---------------------------- | ------------------ |
| Belgique (Wallonie Ultratop) | 51                 |
| France (SNEP Megafusion)     | 24                 |
| Suisse (Schweizer Hitparade) | 93                 |

## Certifications
| Région                         | Certification | Ventes/Streams |
| ------------------------------ | ------------- | -------------- |
| France (SNEP)                  | Or            | 50 000*        |
| *Ventes selon la certification |               |                |